# Vespasiano (urinario)

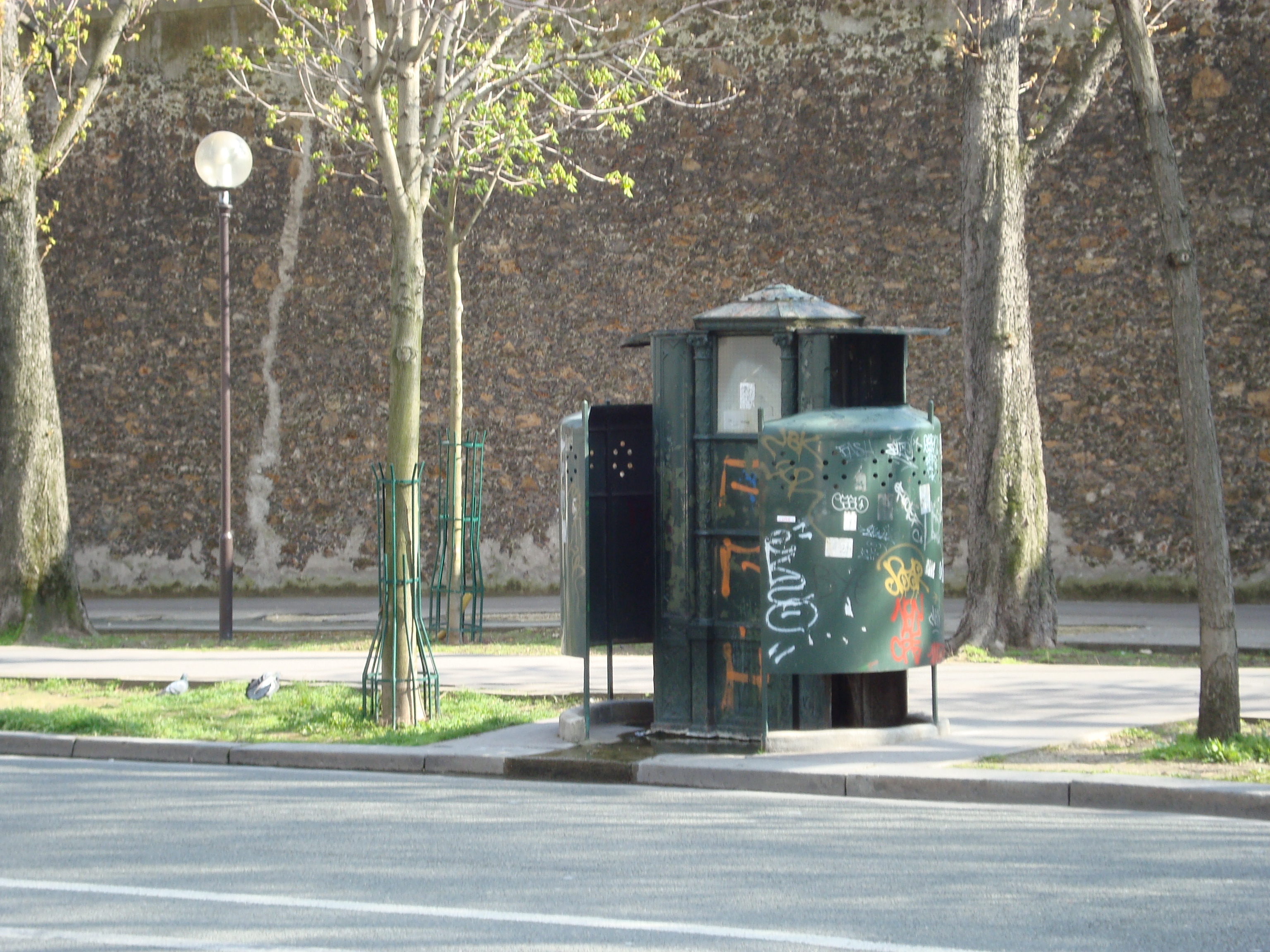
La última vespasiana de París, situada en el bulevar Arago, frente a la prisión de La Santé.

Un vespasiano, o una vespasiana, es un urinario público para hombres, colocado en las aceras o en áreas públicas tales como los parques. Este tipo de urinario, equipado con separadores para preservar la intimidad, a veces dispone de descarga de agua. Los primeros edículos de este tipo se fabricaron en 1834. 
En París, en 1980, los vespasianos dieron paso a las sanisettes, también adecuadas para el uso femenino. 
Algunos historiadores y sociólogos, como Laud Humphreys, se han interesado por los vespasianos.

## Etimología
El vespasiano debe su nombre al emperador romano Vespasiano, a quien se ha atribuido el establecimiento de urinarios públicos en Roma, aunque esto es erróneo. En realidad, extendió un impuesto especial a la recolección de orina, una fuente de amoníaco, utilizada por los tintoreros para preparar telas antes de teñirlas de color o, a veces, para desengrasar lanas, telas, etc. Burlado por este impuesto, habría respondido «el dinero no huele» («pecunia non olet»), oración que se ha convertido en proverbial.

## Creación y evolución

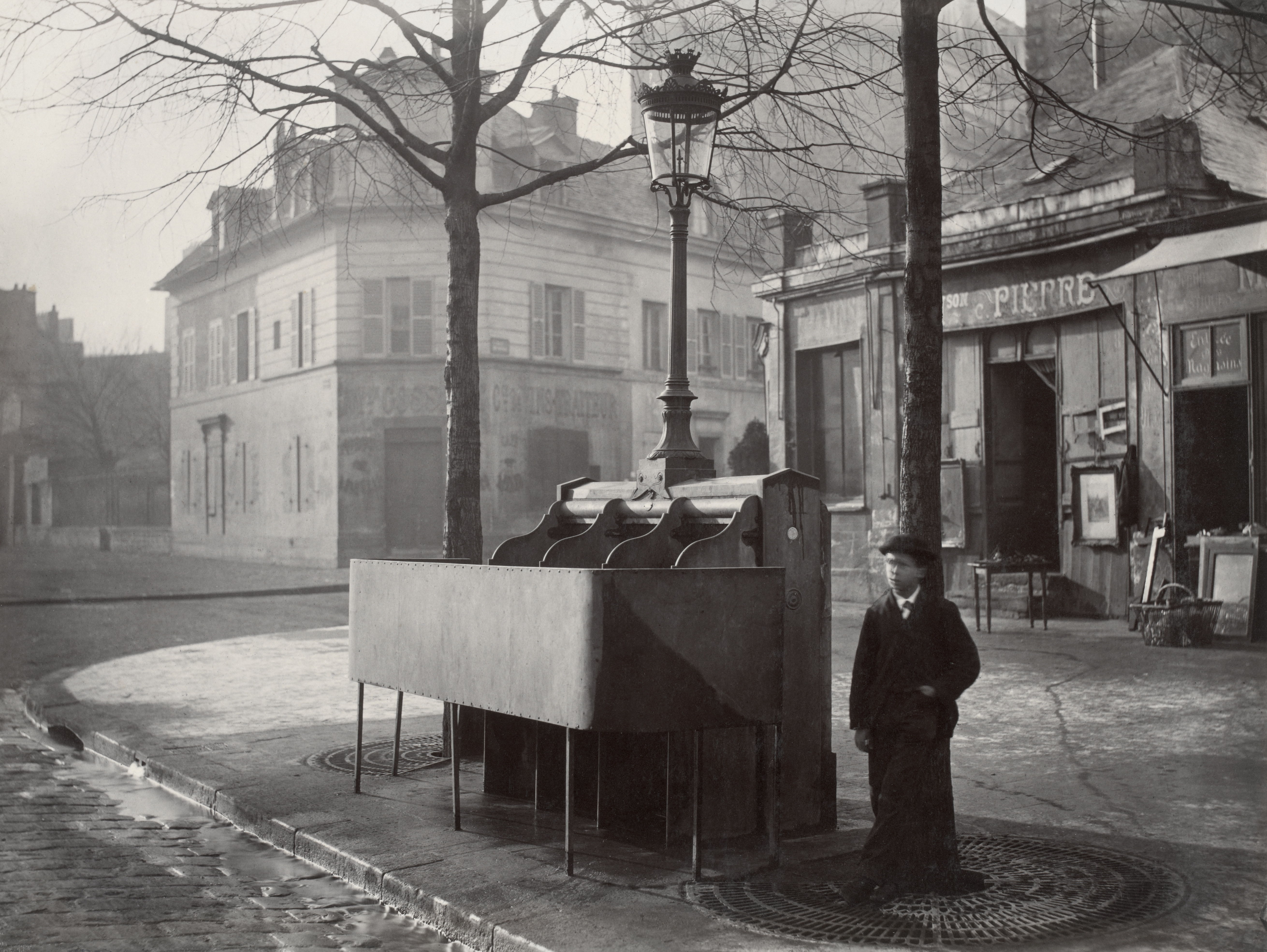
Urinario de tres plazas en París, fotografía de Charles Marville, circa 1865.

En París, como en todas las grandes ciudades, estaba prohibido satisfacer las necesidades naturales en la calle.[cita requerida] En 1834, el prefecto del Sena, el conde Claude-Philibert de Rambuteau, hizo instalar 478 edículos en las aceras de la ciudad.
Para hacer frente a las burlas de la oposición, que no tardó en llamar a los edículos «columna Rambuteau», el prefecto las denominó «columna vespasiana», en referencia al emperador romano Vespasiano.[cita requerida]
Los vespasianos se extendieron de París a otras ciudades, con mejor o peor suerte. Llegaron a Barcelona a finales del siglo xix, y, en un país convulso donde los atentados anarquistas eran frecuentes, los aseos públicos se convirtieron en un lugar propicio donde dejar una bomba y huir, lo que propició su retirada.

## Lugar de encuentros
Las vespasianas fueron habitualmente un lugar de encuentros con chaperos.
Varios escritores, incluidos Roger Peyrefitte, Julien Green y Jean Genet, han mencionado el papel de las vespasianas en los escarceos homosexuales. Julien Green describe crudamente sus aventuras sexuales con hombres jóvenes en estos urinarios en París, en su Full Journal 1919-1940, publicado en 2019. Por su parte, Genet describe en su autobiografía Diario del ladrón cómo el 9 de enero de 1933 un grupo de hombres travestidos conocido como «Las Carolinas» dejó unas flores en los restos herrumbrosos de un vespasiano de Barcelona, en la primera manifestación documentada de homosexuales en España.

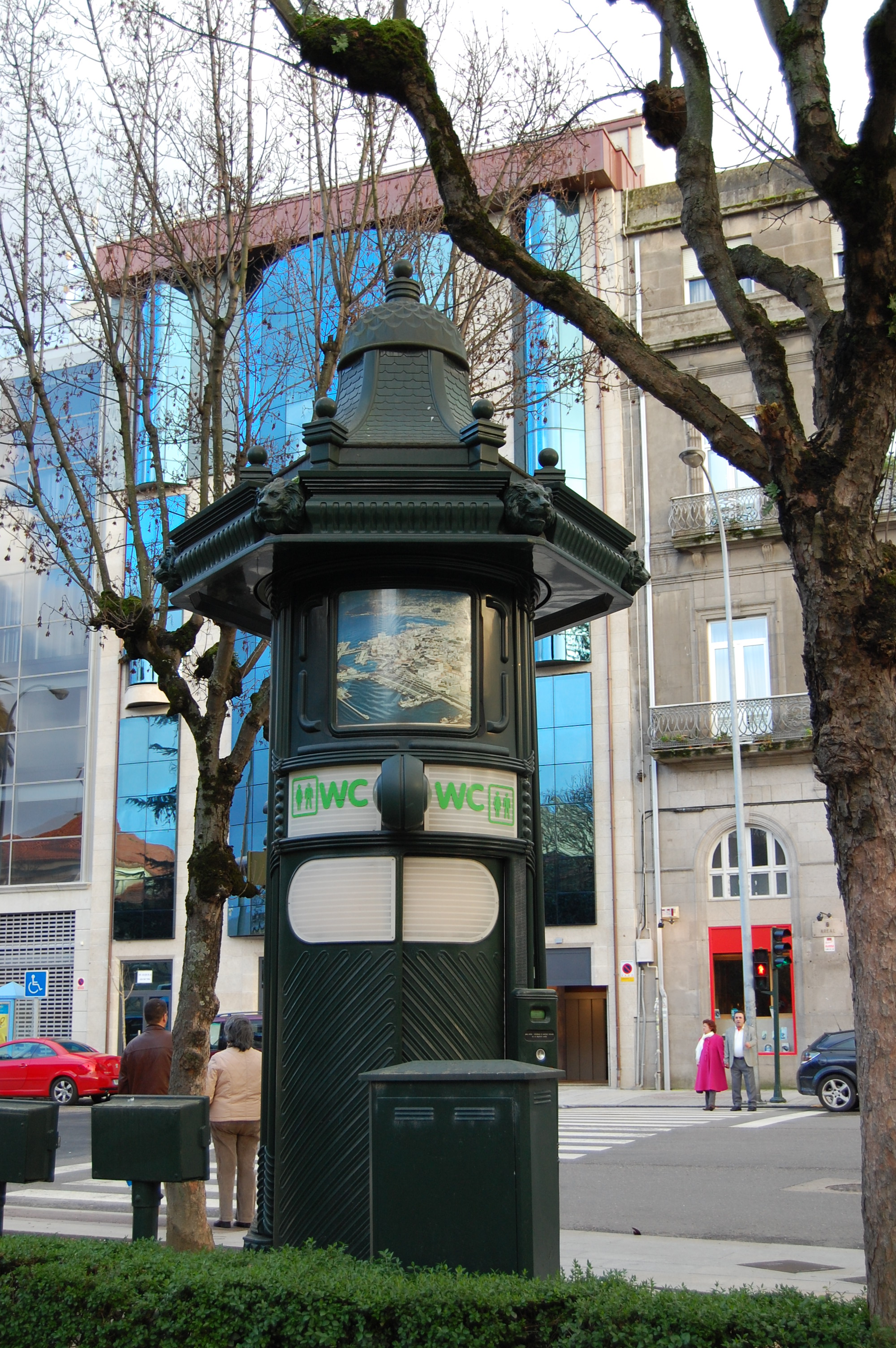
Vespasiano de estilo tradicional en Vigo.